# Hypolimnas enganica
Hypolimnas enganica är en fjärilsart som beskrevs av Hans Fruhstorfer 1904. Hypolimnas enganica ingår i släktet Hypolimnas och familjen praktfjärilar. Inga underarter finns listade i Catalogue of Life.